# Benoît-Constant Coquelin
Benoît-Constant Coquelin (23 de janeiro de 1841 - 27 de janeiro de 1909), conhecido como Coquelin aîné ("Coquelin, o Velho"), foi um ator francês, "uma das maiores figuras teatrais da época."

## Biografia
Em 1860, depois de ter recebido o primeiro prémio de comédia no Conservatório de Paris, estreou-se na Comédie-Française no papel de servidores do repertório clássico. Ele se tornou um membro em 1864. Em 25 anos, ele criou mais de 40 papéis lá.
Deixou a Comédie-Française em 1866 e, durante vários anos, apresentou-se na Europa e na América. Ele então se envolveu em vários teatros parisienses. Ele retornou brevemente à Comédie-Française em 1891, como pensionista; aí estreou Thermidor (en) de Victorien Sardou, peça proibida a partir da terceira apresentação. Em 1895, ele entrou no Teatro Renascença.
No ano seguinte, assumiu a direção do teatro Porte-Saint-Martin com seu filho Jean, até 1901, quando o deixou sozinho. O guia parisiense, que o considerou em 1899 como uma "notoriedade da vida parisiense", achou sua "cômica irresistível2"

## Cyrano de Bergerac

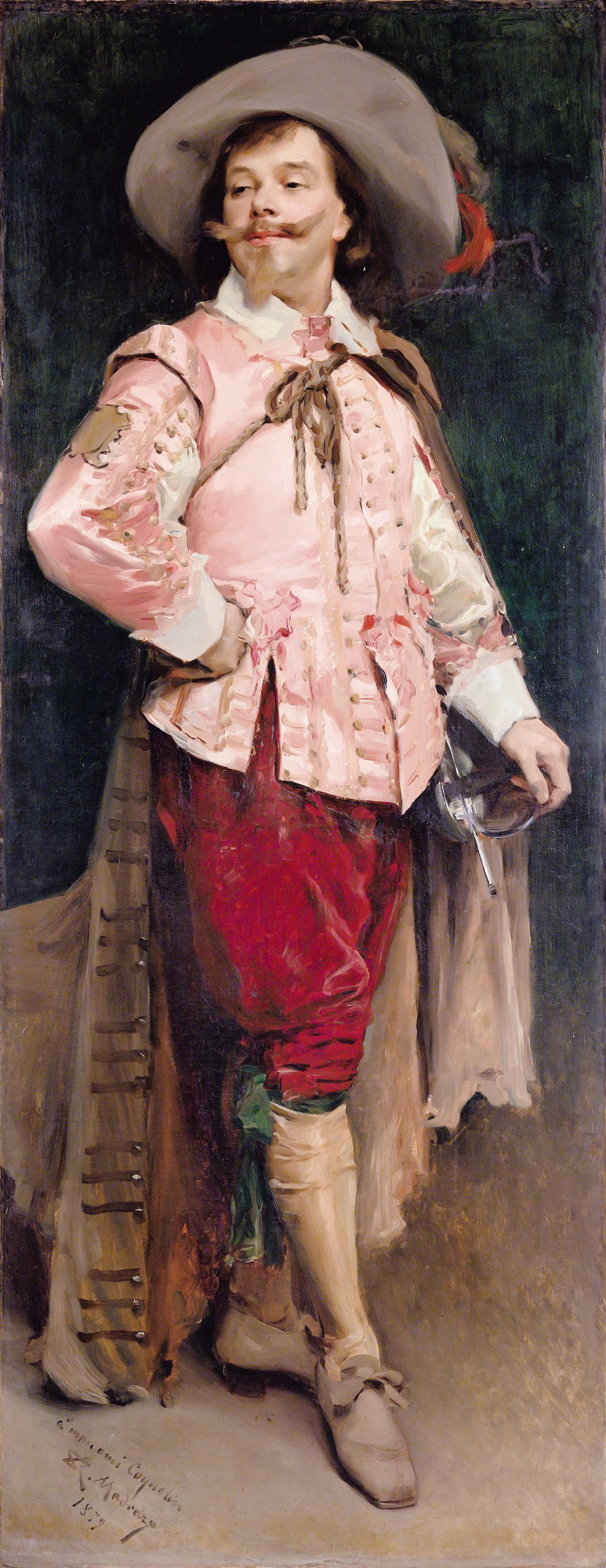
Raimundo de Madrazo y Garreta, Retrato de corpo inteiro de Constant Coquelin (1879) no papel de Don César de Bazan du Ruy Blas por Victor Hugo, local desconhecido.

Em 1897, Coquelin aîné criou o papel de Cyrano de Bergerac no Théâtre de la Porte-Saint-Martin, o que lhe garantiu a glória eterna. Rostand até dedica sua peça a ele, escrevendo: “É à alma de Cyrano que eu quis dedicar este poema. Mas como passou por você, Coquelin, é a você que o dedico”.
Em 1900, foi eleito chefe da Associação de Artistas Dramáticos. É também autor de inúmeras obras sobre teatro.
Ele morreu em 27 de janeiro de 1909, de um ataque cardíaco na Casa dos Comediantes de Couilly-Pont-aux-Dames, uma casa de repouso para artistas dramáticos da qual ele havia sido o principal fundador em 1902.
Seu filho Jean Coquelin também se tornou ator e atuou várias vezes ao lado dele, notadamente em Cyrano de Bergerac, onde interpretou Ragueneau desde a criação da peça. Ambos são personagens da peça Edmond de Alexis Michalik.

## Teatro

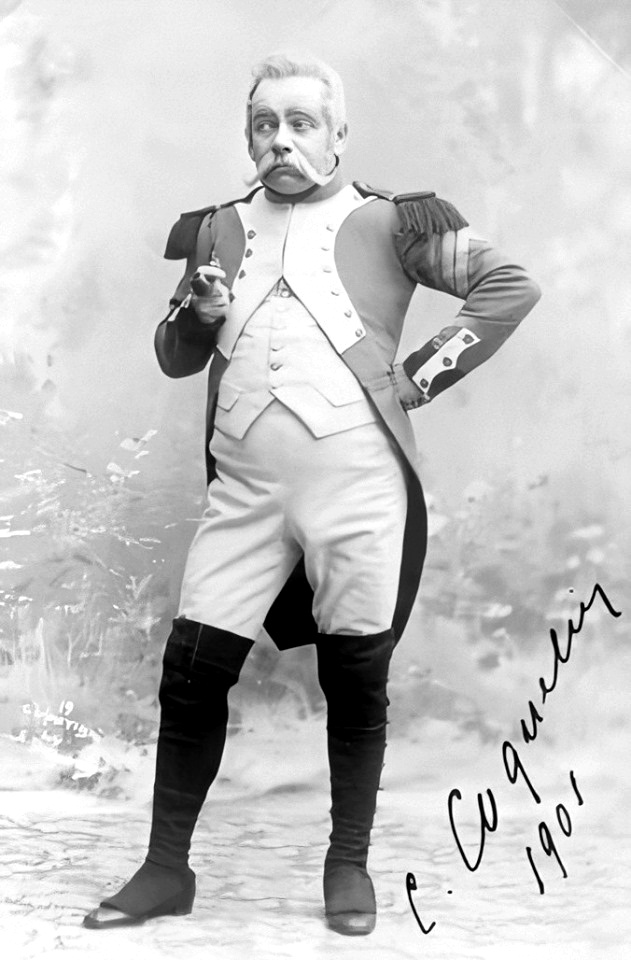
Benoît Constant Coquelin em 1901.

Constantin Stanislavski, um dos inventores do teatro do século XX, criticará a forma de atuação de Coquelin aîné em seu livro La Formation de l'acteur. Segundo ele, a arte de Coquelin é uma arte de representação. Ele pensa que cria o personagem em sua imaginação e depois tenta imitá-lo em sua atuação.Stanislavski reconhece que esta é a arte da criação. No entanto, em vez de tentar imitar um personagem já imaginado em cena, ele se proporá a viver, diretamente no palco, a emoção da qual surge essa imaginação, e não a imitá-la.